# Franciszek Mickiewicz (ur. 1961)
Franciszek Mickiewicz (ur. 16 stycznia 1961) – polski duchowny katolicki, teolog i pisarz, ksiądz pallotyn, profesor nadzwyczajny dr hab. teologii biblijnej, wykładowca w Wyższym Seminarium Duchownym w Ołtarzewie oraz na Uniwersytecie Kardynała Stefana Wyszyńskiego w Warszawie.
Święcenia kapłańskie przyjął 7 maja 1988 w Ołtarzewie z rąk kard. Józefa Glempa. W 1992 obronił licencjat kanoniczny z nauk biblijnych na Papieskim Instytucie Biblijnym w Rzymie. Doktorat z teologii biblijnej obronił na Akademii Teologiczno Katolickiej w 1995.  Habilitował się w 2004. Akt nominacyjny Profesora Nauk Teologicznych otrzymał z rąk prezydenta RP Bronisława Komorowskiego 3 sierpnia 2015. Jest członkiem zwyczajnym Stowarzyszenia Biblistów Polskich.
Wykłada język grecki i teologię nowotestamentalną na UKSW i w pallotyńskim Wyższym Seminarium Duchownym w Ołtarzewie. Ks. Mickiewicz jest autorem książek z zakresu literatury pięknej i teologii biblijnej oraz licznych artykułów naukowych publikowanych w specjalistycznych czasopismach polskich i zagranicznych (np. "Communio", "Nasza Rodzina"), a także tłumaczeń ksiąg biblijnych w Biblii Paulistów z 2005 (był też członkiem Redakcji Naukowej tego przekładu m.in. wraz z innym pallotynem ks. Julianem Warzechą). Ks. Mickiewicz jako dyrektor Biblioteki przy Wyższym Seminarium Duchownym w Ołtarzewie przyczynił się do skomputeryzowania jej katalogów w programie MAK.

## Publikacje
- Jedno życie to za mało. Powieść o czasach i osobie św. Wincentego Pallottiego, Poznań 1994. ISBN 83-7014-225-7 – powieść biograficzna o św. Wincentym Pallottim
- Serce rozbójnika i inne opowieści dla mniej lub bardziej dorosłych, Ząbki 2002. ISBN 83-7031-297-7

Prace z zakresu teologii biblijnej:
- Znaki Ducha Świętego, 1998. ISBN 83-7031-121-0
- Krocząc śladami męki Chrystusa, Ząbki 2000.
- Świadkowie Jezusa (Świadkowie zbawczego posłannictwa oraz mesjańskiej i boskiej godności Jezusa w pismach św. Łukasza i św. Jana), Ząbki 2003. ISBN 83-7031-369-8

Ponadto ks. Mickiewicz jest autorem licznych artykułów i tłumaczeń w prasie specjalistycznej.